# Душек, Франтишек Ксавер
Фра́нтишек Кса́вер Ду́шек (чеш. František Xaver Dušek; 8 декабря 1731, с. Хотеборки близ Яромержа — 12 февраля 1799, Прага) — чешский композитор, музыкант и педагог.

## Биография
Родился третьим из семерых детей в бедной крестьянской семье. Душеки была крепостными графа Карла Шпорка.
К. Шпорк обратил внимание на ранний музыкальный талант Ф. Душека и оказывал ему денежную помощь во время обучения в иезуитском коллегиуме в Градец-Кралове, где ему предстояло обучаться пению в церковном хоре для будущей духовной службы. После тяжкого увечья ноги, оставившего Франтишека инвалидом на всю жизнь, ему пришлось оставить учёбу в коллегиуме. Чувствуя природную склонность к музыке, он решил посвятить себя исключительно занятиям ею.
В 1748 году Душек отправился в Прагу, чтобы, пользуясь денежною помощью графа Шпорка, продолжать занятия музыкальной композицией и игрою на органе у Франтишка Вацлава Габермана (1706—1783). Позже продолжил обучение в Вене у прославленного австрийского музыкального педагога, выдающегося пианиста-виртуоза и придворного композитора Георга Кристофа Вагензейля (1715—1777). У Вагензейля Душек учился три года, а остальное время своего пребывания в Вене провёл в качестве органиста в церковных оркестрах. Как долго Душек оставался в Вене, в точности неизвестно. Есть сведения, что Душек в Праге в 1770-м году занимался преподаванием игры на фортепиано. Среди его известных учеников были Ян Витасек (1771—1839), Леопольд Антонин Кожелух (1752—1818), Винсент Машек (1755—1831). Кроме того, его учеником был сын Моцарта — Карл Томас Моцарт (1784—1858), который в будущем стал талантливым пианистом.
В пражском доме Душека сходилось артистическое общество, в котором бывал и Кристиан Филипп Клам-Галлас (1748—1805), которому принадлежала одна из самых замечательных пражских капелл. Именно для этой капеллы Душек сочинил большую часть своих оркестровых произведений, преимущественно симфоний. Им созданы 37 симфоний, 2 серенады, 13 менуэтов, 9 концертов для клавесина и фортепиано, 4 концерта для клавесина, скрипки и виолончели и многое др.
Он был одним из самых выдающихся пианистов и мастеров игры на клавесине своего времени. В 1929 году на вилле, принадлежавшей композитору, был открыт музей Вольфганга Амадея Моцарта и супруг Душековых.